# Kådisbellan (film)
Kådisbellan är en svensk film som hade biopremiär i Sverige den 24 september 1993, i regi av Åke Sandgren och är baserad på Roland Schütts roman Kådisbellan.

## Handling
Filmen, som utspelar sig i Stockholm, är självbiografisk och handlar om författarens uppväxt under 1920-talet. Hans mor säljer kondomer, vilket var olagligt på den tiden. Roland använder de gömda kondomerna för att göra ballonger och slangbellor av dem.

## Inspelning
Huvuddelen av utomhusmiljöerna är inspelade i Prag, eftersom Stockholms stadsbild vid inspelningen ansågs ha genomgått alltför stora förändringar för att motsvara 1920-talet.

## Rollista (i urval)
- Jesper Salén - Roland Schütt
- Stellan Skarsgård - Fritiof Schütt, tobakshandlare, Rolands far
- Basia Frydman - Zipa Schütt, Rolands mor
- Niclas Olund - Bertil Schütt, Rolands storebror
- Ernst-Hugo Järegård - Magister Lundin
- Reine Brynolfsson - Hinke Bergegren
- Frida Hallgren - Margit
- Axel Düberg - Kommissarie Gissle
- Ing-Marie Carlsson - Karin Adamsson
- Ernst Günther - Överlärare
- Tomas Norström - Boxningstränare
- Heinz Hopf - Skohandlaren
- Tommy Johnson - Fabriksarbetare
- Margreth Weivers - Sköterska
- Carl-Magnus Dellow - Polis
- Rolf Lassgård - Fånge
- Viktor Friberg - Andersson
- Per Sandberg - Socialist
- Kenneth Söderman - Lärare på Skrubba skyddshem
- Claes Hartelius - Kund
- Roland Hedlund

## Produktionsuppgifter
- Regi - Åke Sandgren
- Produktion - Svensk Filmindustri i samarbete med Sveriges Television Kanal 1 Drama, Nordisk Film och Svenska Filminstitutet, Sverige 1993
- Producent - Waldemar Bergendahl
- Producent (Prag) - Miro Vostiar (Mirofilm)
- Manuskript - Åke Sandgren, fritt efter Roland Schütts romaner Kådisbellan (Norstedts, 1989) och Brakskiten (Norstedts,1992)
- Foto - Göran Nilsson
- Klippning - Grete Møldrup
- Ljud - Wille Peterson-Berger, Jean-Fréderic Axelsson
- Musik - Björn Isfält
- Scenograf - Lasse Westfelt
- Kostym - Inger Pehrsson
- Maskör - Helena Carmback

### Fotnoter
1. ↑  ”Kådisbellan”. Svensk filmdatabas. 24 september 1993. http://www.sfi.se/sv/svensk-filmdatabas/Item/?itemid=17889&type=MOVIE&iv=Basic. Läst 7 oktober 2016.
2. ↑  ”Kådisbellan”. Svensk filmdatabas. http://www.sfi.se/sv/svensk-filmdatabas/Item/?itemid=17889&type=MOVIE&iv=RecordingPlace. Läst 7 oktober 2016.